# Sân vận động 5 tháng 7
Sân vận động 5 tháng 7 năm 1962 (tiếng Pháp: Stade du 5 Juillet 1962, tiếng Ả Rập: ملعب 5 جويلية 1962) (tên gọi ngày 5 tháng 7 năm 1962, ngày Algérie tuyên bố độc lập), là một sân vận động bóng đá và điền kinh nằm ở Algiers, Algérie. Sân vận động được khánh thành vào năm 1972 với sức chứa 95.000 người. Sân từng là sân vận động chính của Đại hội Thể thao Địa Trung Hải 1975, Đại hội Thể thao châu Phi 1978, Đại hội Thể thao Liên Ả Rập 2004 và Đại hội Thể thao châu Phi 2007. Sân vận động là một trong hai địa điểm của Cúp bóng đá châu Phi 1990 (địa điểm khác là Sân vận động 19 tháng 5 năm 1956 tại Annaba). Sân đã tổ chức 9 trận đấu của giải đấu, bao gồm cả trận đấu chung kết, với số lượng khán giả đông thứ hai là 105.302 khán giả. Trong trận đấu chung kết, đội chủ nhà Algérie đã đánh bại Nigeria 1-0 để giành chiến thắng giải đấu. Kỷ lục khán giả là 110.000 khán giả trong trận giao hữu giữa Algérie và Serbia vào ngày 3 tháng 3 năm 2010. Sân cũng đã tổ chức Giải vô địch điền kinh châu Phi 2000. Sau khi tuân thủ chính thức các tiêu chuẩn an toàn hiện hành vào năm 1999, sức chứa sân vận động đã giảm xuống còn 80.200 người, và sau một giai đoạn cải tạo mới vào năm 2003, sức chứa của sân vận động đã giảm xuống còn 64.000 chỗ ngồi như hiện tại. Sức chứa trong tương lai sẽ là 80.000 chỗ ngồi với khả năng cải tạo thêm.

## Lịch sử
Được khánh thành vào năm 1972 bởi Tổng thống Houari Boumediene, đây là sân nhà đầu tiên của giải đấu tuyển chọn quốc tế Maghreb với các đội bóng như qu'Allal, Filali, Bamous, Faras, Lalmas, Guedioura, Chekroun, AC Milan với Prati Albertosi, câu lạc bộ Brasil Sociedade Esportiva Palmeiras với Ademir da Guia nổi tiếng. White Pele trước Zico, và câu lạc bộ Valencia của Tây Ban Nha. Đó cũng là Nacer Guedioura, cha của cầu thủ quốc tế Algérie hiện tại Adlène Guedioura, tác giả của bàn thắng đầu tiên chính thức của sân vận động huyền thoại này trong trận chung kết Cúp bóng đá Algérie giữa USM Alger với RC Kouba và kết thúc với tỷ số 1–0 cho USM Alger.
Sau đó theo Đại hội Thể thao Địa Trung Hải, được tổ chức vào năm 1975, sân vận động có sức chứa 110.000 chỗ ngồi. Nhưng số lượng khán giả kỷ lục đã được thiết lập vào năm 1990, khi trận chung kết Cúp bóng đá châu Phi, trận đấu giữa Algérie và Nigeria (1–0), với 105.302 khán giả. Sau khi tuân thủ các tiêu chuẩn an toàn hiện tại vào năm 1999, sân vận động đã giảm xuống còn 80.200 chỗ ngồi và sau một giai đoạn cải tạo mới vào năm 2003, sức chứa tiếp tục giảm xuống còn 76.200 chỗ ngồi.
Năm 2008, Sân vận động 5 tháng 7 năm 1962 một lần nữa được cải tạo, bao gồm việc lắp đặt bởi công ty Queens Grass Hà Lan cho một bãi cỏ mới và cải tạo cơ sở hạ tầng sân vận động. Công việc kết thúc vào tháng 8 năm 2009. Trận giao hữu bóng đá giữa các đội tuyển bóng đá quốc gia Algérie và Uruguay được tổ chức vào ngày 12 tháng 8 năm 2009 nhân dịp mở cửa sân vận động. Số lượng khán giả kỷ lục 110.000 khán giả được thiết lập trong trận đấu giao hữu Algérie–Serbia (thua 0–3, ngày 3 tháng 3 năm 2010). Đây là trận đấu đầu tiên của đội tuyển quốc gia Algérie kể từ khi đủ điều kiện tham dự World Cup 2010 tại Sudan.
Vào tháng 3 năm 2015, mặt sân cỏ tự nhiên đã được thay thế bằng công nghệ cỏ lai AirFibr Lưu trữ ngày 30 tháng 6 năm 2016 tại Wayback Machine.

## Lịch sử sân vận động

### Khánh thành sân vận động
Sau khi Algérie độc lập, Algérie rất nổi tiếng với bóng đá, đặc biệt là nó gắn liền với sự hy sinh của người Algérie trong cuộc cách mạng giải phóng vinh quang và sự hy sinh của các chiến sĩ FLN với sự giàu có, tiền bạc và danh tiếng trong các câu lạc bộ tốt nhất của Pháp để đổi lấy một đội đại diện cho Algérie trong các giải đấu và các cuộc biểu tình. Việc xây dựng một sân vận động lớn ở Algérie là một bước đáng khích lệ cho bóng đá và là một bước tiến tới sự ủng hộ của nó sau khi giành độc lập bởi cố Tổng thống Houari Boumediene. Ngày bắt đầu xây dựng trong năm 1970 và công việc kéo dài hai năm. Sân vận động được khánh thành vào ngày 17 tháng 6 năm 1972 với bài phát biểu của Tổng thống Houari Boumediene trong một giải đấu giao hữu có sự tham gia của 4 đội: Arab Maghreb, AC Milan, Hungary và Palmeiras. Bàn thắng đầu tiên của sân vận động được ghi bởi cầu thủ Maroc Filali cho đội Maghreb trong trận gặp Hungary, và trận đấu chính thức đầu tiên trên sân là trận chung kết Cúp bóng đá Algérie năm 1972 giữa hai đội của thủ đô USM Alger và Hamra Annaba và bàn thắng chính thức đầu tiên của sân vận động được ghi bởi cầu thủ Hamra Annaba Tadjet, nơi đội của anh đã giành chiến thắng trong trận đấu và giành cúp, và trận đấu đầu tiên cho đội tuyển Algérie trên sân là trước đội tuyển Thổ Nhĩ Kỳ và đã thắng đội tuyển Algérie với tỷ số 1–0.